# Bričevlje
Bričevlje (raniji naziv »Bričevje«) je naselje u gradu Leskovcu, Jablanički upravni okrug, Srbija. Prema popisu iz 2022. godine u Bričevlju je živjelo 153 stanovnika.